# South Pacific Hard Court Championships 1975
Il South Pacific Hard Court Championships 1975 è stato un torneo di tennis giocato su campi in terra rossa. È stata la 2ª edizione del Melbourne Indoor, che fa parte del Commercial Union Assurance Grand Prix 1975. Si è giocato a Melbourne in Australia dal 6 al 12 ottobre 1975.

## Campioni

### Singolare maschile
Brian Gottfried ha battuto in finale  Harold Solomon con il punteggio di 6–2 7–6 6–1

### Doppio maschile
Ross Case /  Geoff Masters hanno battuto in finale  Brian Gottfried /  Raúl Ramírez con il punteggio di 6–4, 6–0